# بنسون تیلور
بنسون تیلور FRSA (انگلیسی: Benson Taylor؛ زادهٔ مارک دیویسون ۱۰ سپتامبر ۱۹۸۳) آهنگساز، ترانه‌پرداز، تهیه‌کننده موسیقی و بشردوست انگلیسی است. او بیشتر به خاطر ساخت موسیقی برای تئوری بیگ بنگ، نارنجی مد جدید است و کشتزارهای لندن شناخته می‌شود.
در نوامبر ۲۰۱۶، تیلور مدرک دکترای افتخاری به خاطر خدماتش در زمینهٔ بشردوستی و موسیقی دریافت کرد.
او در سال ۲۰۱۷ A Remarkable Idea را تأسیس کرد، که یک زیرلیبل از یونیورسال میوزیک است و در سانتا مونیکا، کالیفرنیا و لندن قرار دارد. تیلور با بسیاری از هنرمندان برای این لیبل همکاری کرده و تولیدات زیادی داشته است، از جمله با کله اوکرک که نامزد جایزه مرکوری بوده است، گروه بلوک پارتی و بیلی مارتین از گروه گود شارلوت همکاری داشته است. در سال ۲۰۲۰، او لوکو را تأسیس کرد، یک شرکت موسیقی مستقر در لس آنجلس و سان فرانسیسکو است که در همکاری با گروه موسیقی وارنر به انتشار کاتالوگ‌های موسیقی و توسعه فناوری‌های هوش مصنوعی می‌پردازد.
تیلور در جشنواره بین‌المللی فیلم موناکو در سال ۲۰۱۴ برنده جایزه «بهترین موسیقی اریجینال» شد. در سال ۲۰۱۸، او موسیقی فیلم دلهره‌آور کشتزارهای لندن را ساخت و تولید کرد. این فیلم که بر اساس رمان مارتین ایمیس ساخته شده، به کارگردانی متیو کالن است و بازیگرانی چون بیلی باب تورنتون، امبر هرد، جیسون آیزکس، کارا دلوین، تئو جیمز و جانی دپ در آن بازی کرده‌اند. در سال ۲۰۲۰، او موسیقی فیلم دعوای دخترانه را ساخت که با بازی بلا تورن، الک بالدوین و مالین اکرمان همراه بود. همچنین او با گروه Bones UK به نوشتن آهنگ‌های اریجینال پرداخت و به عنوان تهیه‌کننده اجرایی فیلم نیز فعالیت کرد.
تیلور به عنوان سفیر حسن نیت برای آژانس کمک‌رسانی بریتانیا، CAFOD (که بخشی از کاریتاس اینترنشنالیس است) و همچنین سفیر حسن نیت برای بنیاد کودکان کامبوج فعالیت می‌کند. او حامی خیریه بریتانیایی «موسیقی و ناشنوایان» است. تیلور اولین سفیر کنسرواتوار لیدز شد و در نوامبر ۲۰۲۱ به عنوان نخستین آهنگساز افتخاری در دانشگاه هادرزفیلد منصوب گردید که هر دو در بریتانیا واقع شده‌اند.
او همچنین دی‌جی مقیم ایستگاه رادیویی داب‌لب در لس آنجلس است و به عنوان دی‌جی مهمان در رادیو ان‌تی‌اس در لندن نیز برنامه دارد.

## آثار موسیقی

### موسیقی متن فیلم
- خانه تاریک (۲۰۱۴)
- کشتزارهای لندن (۲۰۱۸)
- دعوای دخترانه (۲۰۲۱)

### موسیقی متن مجموعه تلویزیونی
- تئوری بیگ بنگ (۲۰۱۳)
- نارنجی مد جدید است (۲۰۱۳)
- موجه (۲۰۱۴)
- ری داناوان (۲۰۱۴)
- چگونه از مجازات قتل فرار کنیم (۲۰۱۴)
- لوک کیج (۲۰۱۶)
- آناتومی گری (۲۰۱۷)
- کت‌شلواری‌ها (۲۰۱۷)
- شلدون جوان (۲۰۱۷)
- ۱۳ دلیل برای اینکه (۲۰۱۸)
- مجنون (۲۰۱۸)
- آلیس در سرزمین مرزی (۲۰۲۲)